# A+Drama
A+Drama(에이플드라마)는 에이플티브이 주식회사가 운영하는 아시아 트렌드 TV 채널이다. 2020년 개국하여, 아시아 콘텐츠만의 퓨전 판타지 장르 콘텐츠와 로맨스, 라이프 스타일 등 현실 소재의 콘텐츠로 트렌드와 공감을 더하는 젊고 감각적인 채널을 지향한다.

## 관련 채널
- AsiaN (텔레비전 채널)
- AsiaUHD
- AsiaM